# Sharon Kantor
Sharon Kantor (en hébreu: שרון קנטור), née le 28 janvier 2003, est une championne du monde de planche à voile israélienne. En compétition dans la classe IQFoil, elle remporte la médaille d'argent aux Championnats d'Europe 2023, la médaille d'or aux Championnats du monde 2024 et la médaille d'argent  aux Jeux olympiques de Paris 2024.

## Biographie
Elle commence la planche à voile à l'âge de 10 ans et concourt dès l'âge de 13 ans en remportant une médaille de bronze dans la catégorie des moins de 15 ans. Puis, elle remporte le championnat d'Europe Bic Techno des moins de 17 ans et une médaille de bronze aux championnats du monde la même année. À 18 ans, elle évolue dans la catégorie senior lors de la transition du modèle olympique RS:X remplacé par la nouvelle classe iQFOil.

### Carrière

#### Année 2023
En 2023, elle remporte une médaille d'argent dans la catégorie des moins de 21 ans aux Championnats d'Europe de planche à voile en mai dans la classe IQFoil. Elle remporte une médaille de bronze en janvier 2023 à la Coupe du monde sur l'île de Lanzarote, en Espagne. En juillet 2023, elle remporte une médaille d'or lors de la compétition pré-olympique à Marseille, en France.

#### Année 2024
Lors des Championnats du monde iQFoil 2024  à Lanzarote, aux îles Canaries, elle remporte la médaille d'or, devant la britannique  Emma Wilson de Grande-Bretagne et l'israëlienne Katy Spychakov (en) ,. À la suite de sa victoire, elle décide de représenter Israël aux Jeux olympiques de Paris en 2024 en  déclarant : « Être sur ce podium, drapée dans le drapeau israélien aux côtés de ma compétitrice Katy Spychakov, a été un moment de pure exaltation et d'accomplissement. » .
Lors des Jeux olympiques de Paris en 2024, elle remporte la médaille d'argent derrière Marta Magetti (en).

## Palmarès

### Jeux olympiques
- Jeux olympiques en 2024 à Paris ( France)
  -  Médaille d'argent